# Linia kolejowa nr 10 (CFL)

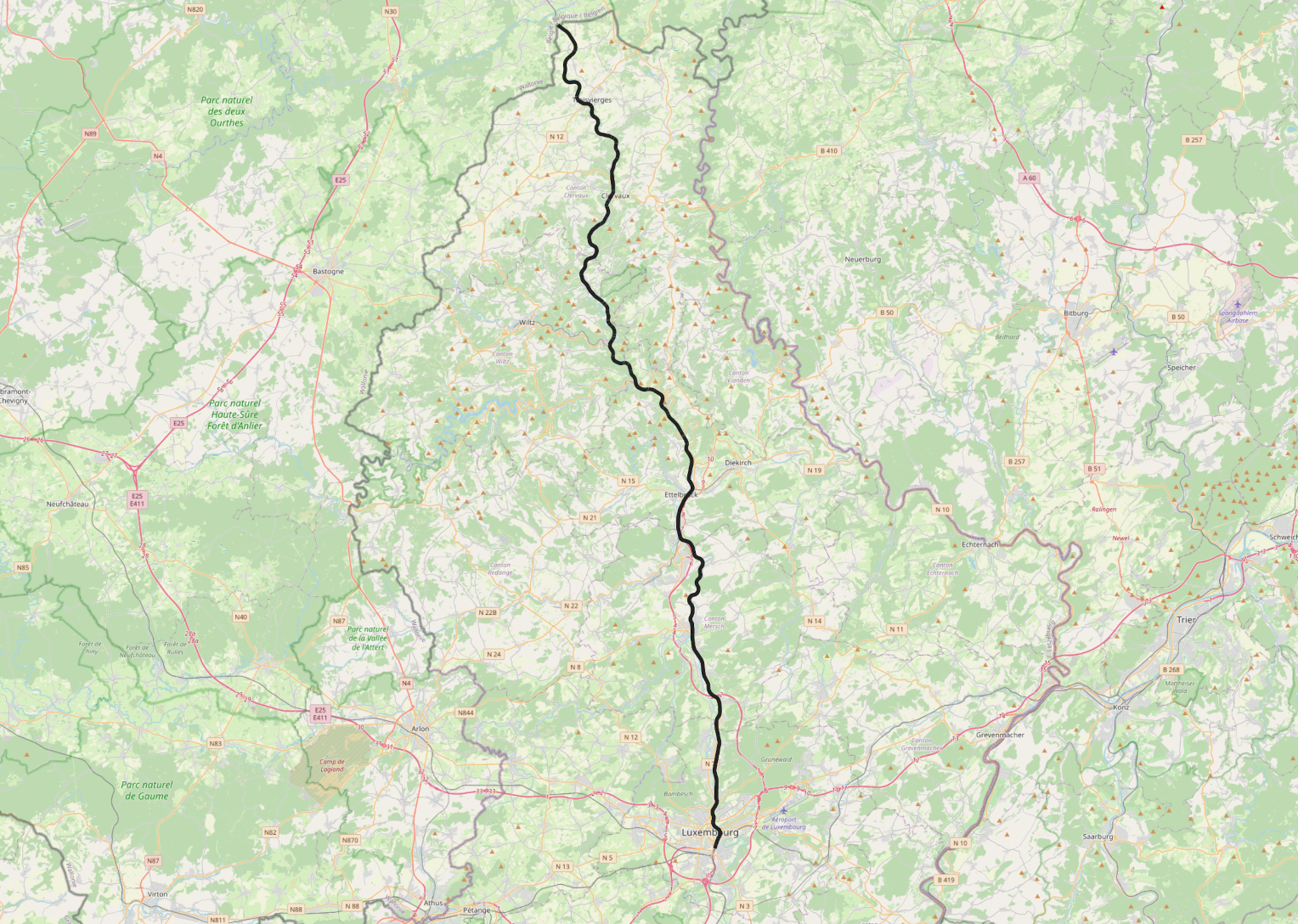
Mapa linii kolejowej numer 10

Linia kolejowa nr 10 linia kolejowa w Luksembugu łącząca Luksemburg na półncy z Gouvy, we wschodniej Belgii.  Linia jest obsługiwana przez Société Nationale des Chemins de Fer Luxembourgeois.

## Stacje
- Luksemburg
- Dommeldange
- Walferdange
- Heisdorf
- Lorentzweiler
- Lintgen
- Mersch
- Cruchten
- Colmar-Berg
- Schieren
- Ettelbruck
- Diekirch
- Michelau
- Goebelsmuhle
- Kautenbach
- Merkholtz
- Paradiso
- Wiltz
- Wilwerwiltz
- Drauffelt
- Clervaux
- Maulusmuhle
- Troisvierges
- Gouvy (Belgium)